# Lastovski statut
Lastovski statut je jedan od brojnih srednjovjekovnih statuta hrvatskih gradova. To je pravni akt kojim je utvrđena organizacija i funkcioniranje komunalne vlasti, odnosi između otočana i vlasti te društveni odnosi među otočanima. Donesen je 10. siječnja 1310. godine na javnom zboru otočana i sastojao se od samo 30 glava. Tijekom narednih stoljeća Statut je nadopunjavan novim glavama, a prva nadopuna uslijedila je već 1316. godine. Na kraju 14. stoljeća statut broji 67 glava, na kraju 15. stoljeća 109 glava, a posljednja 189 glava datirana je 6. studenoga 1646. godine. Statut je u cjelini pisan na arhaičnom talijanskom jeziku dok je manji broj kasnije dodanih glava pisan na latinskom jeziku. Međutim, Statut je prožet i riječima hrvatskog korijena (npr. za lastovski javni zbor koristi se riječ hrvatskog korijena sboro) jer je stanovništvo Lastova hrvatsko još od samog doseljenja, što potvrđuju i prezimena gotovo svih vijećnika navedenih u Statutu.